# راجيف شاه
راجيف شاه (بالإنجليزية: Rajiv Shah)‏ (و. 1973  م) هو سياسي أمريكي، ولد في ديترويت.

## التعليم
تعلم في جامعة ميشيغان، ومدرسة الطب بجامعة بنسلفانيا.